# خوسيه أميريكو دي ألميدا
خوسيه أميريكو دي ألميدا (بالإنجليزية: José Américo de Almeida)‏ (10 يناير 1887 في البرازيل - 10 مارس 1980، جواو بيسوا في البرازيل)؛ محامي، كاتب، سياسي، شاعر، صحفي، دبلوماسي وروائي برازيلي.

## روابط خارجية
- خوسيه أميريكو دي ألميدا على موقع IMDb (الإنجليزية)
- خوسيه أميريكو دي ألميدا على موقع الموسوعة البريطانية (الإنجليزية)
- خوسيه أميريكو دي ألميدا على موقع كينوبويسك (الروسية)